# آبراکا
آبراکا (به لاتین: Abraka) در نیجریه است که در ایالت دلتا واقع شده‌است.

## نگارخانه

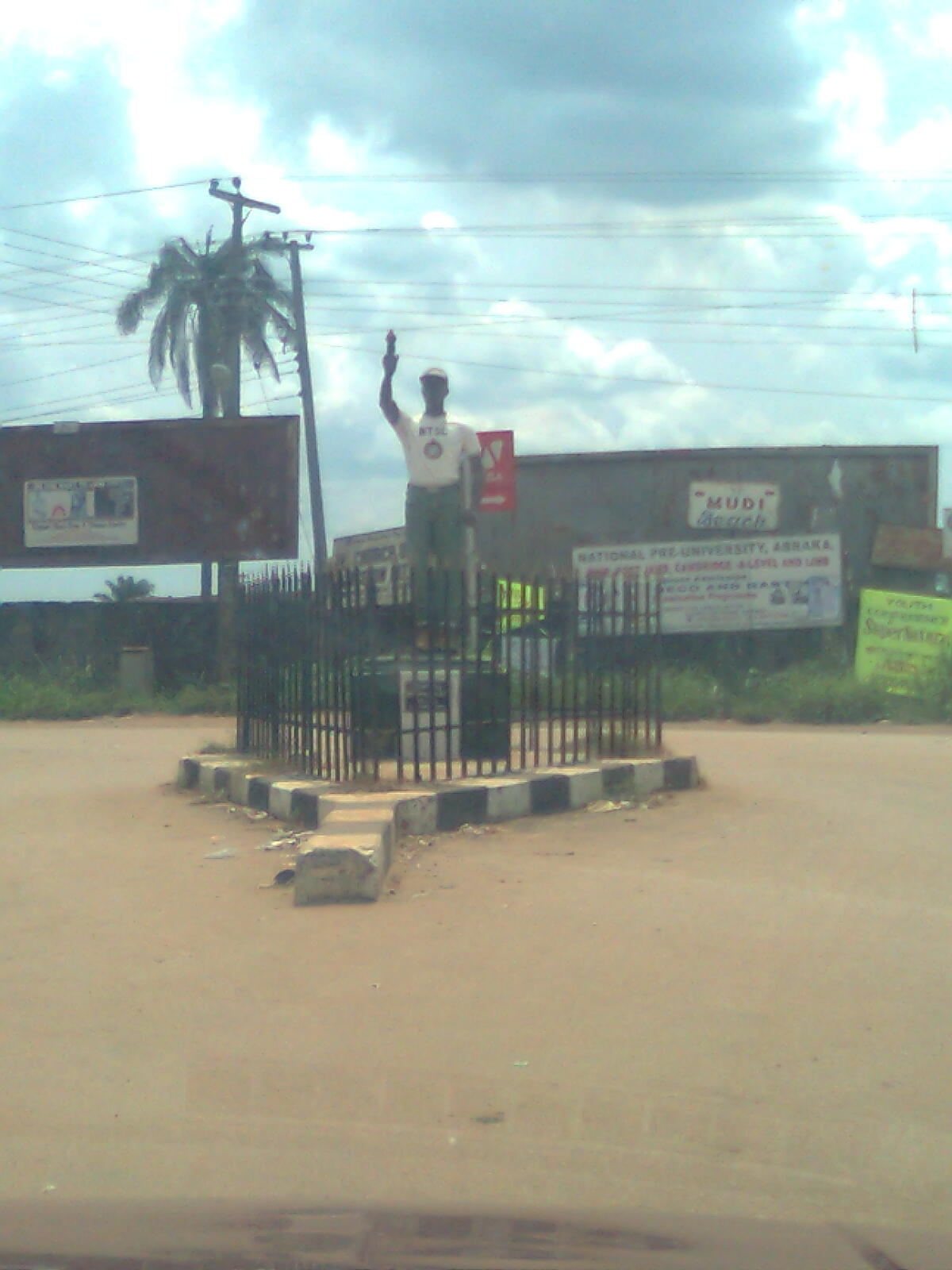
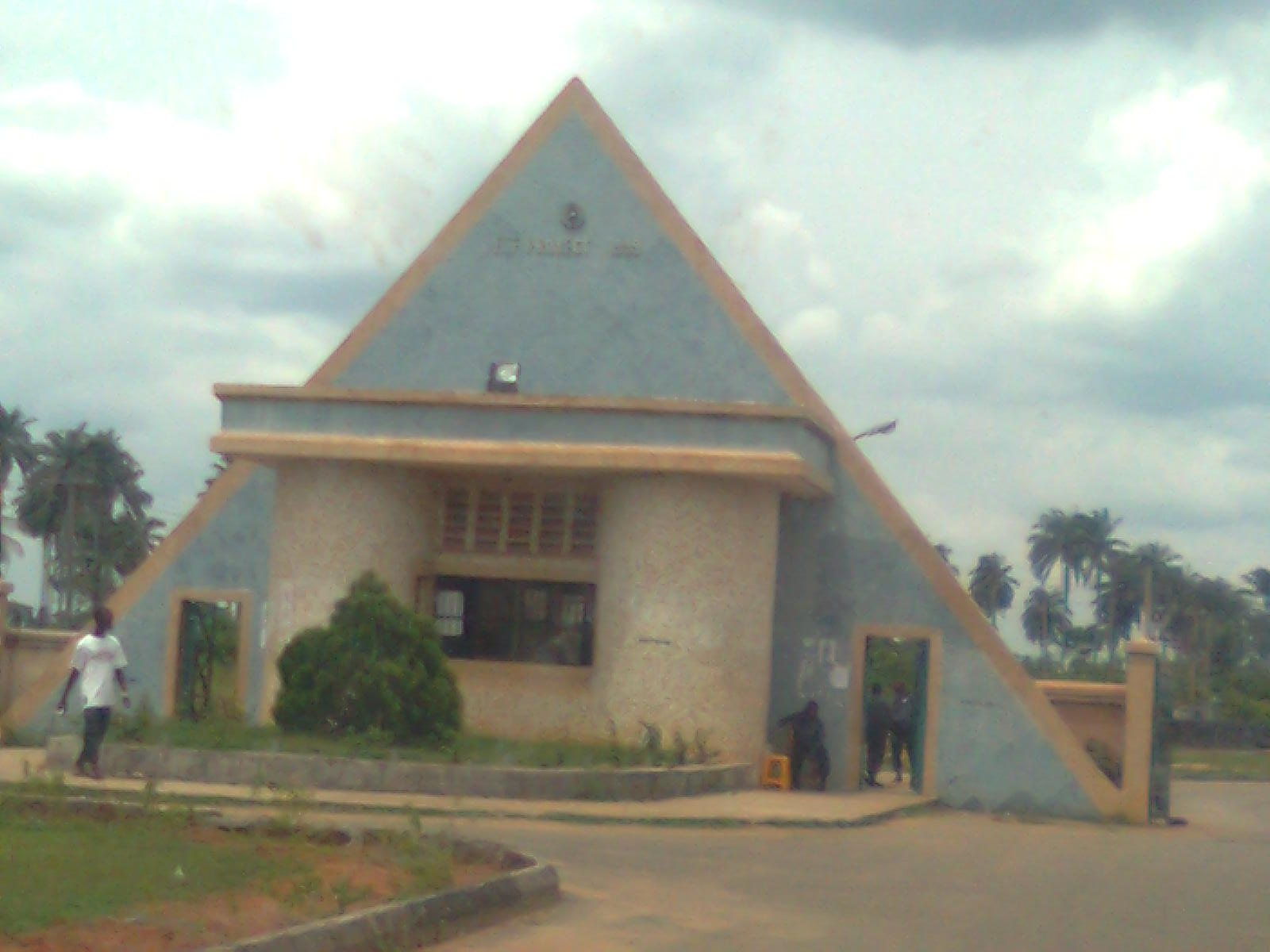
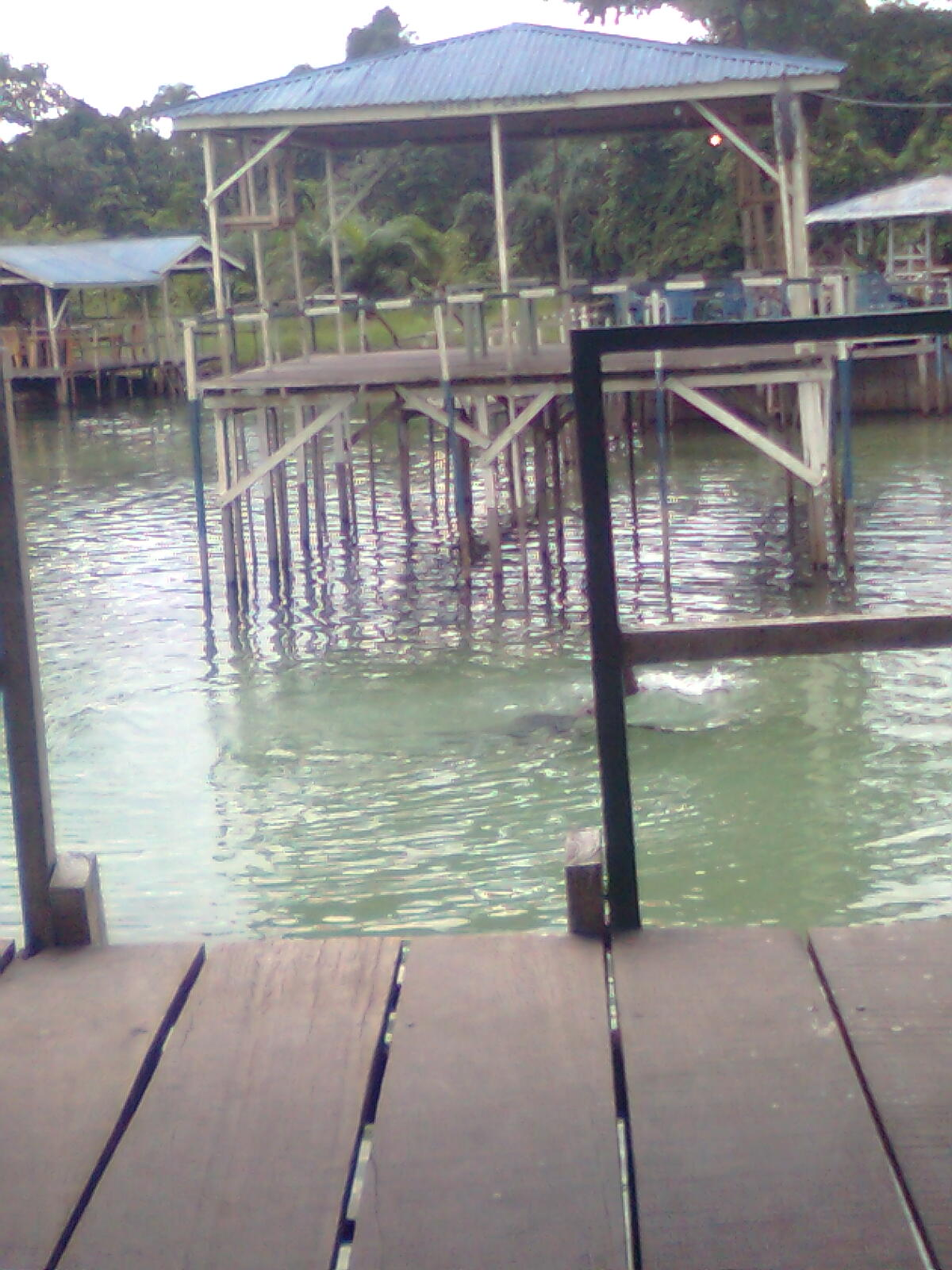